# Diócesis de La Imperial
La diócesis de La Imperial (en latín: Dioecesis Civitatis Imperialis) fue una circunscripción eclesiástica de la Iglesia católica en Chile. Se trataba de una diócesis latina, sufragánea de la arquidiócesis de Lima. Fue suprimida de hecho en 1600 y restaurada como diócesis titular en 2001. Desde el 5 de abril de 2024 su obispo es Henry Joseph Balzan Caruana.

## Territorio y organización
La diócesis extendía su jurisdicción sobre los fieles católicos de rito latino residentes en la parte sur del Reino de Chile en el Imperio español. La jurisdicción se extendía desde el río Maule por el norte, hasta el extremo sur del continente americano, y desde el océano Pacífico hasta un límite indefinido al oriente de la cordillera de los Andes. Originalmente fue sufragánea de la arquidiócesis de Lima.
La sede de la diócesis se encontraba en la ciudad de La Imperial, ubicada en el sitio de la actual Carahue, en donde se hallaba la Catedral de San Miguel Arcángel, destruida junto con la ciudad en 1600 durante la Rebelión mapuche de 1598. 

## Historia

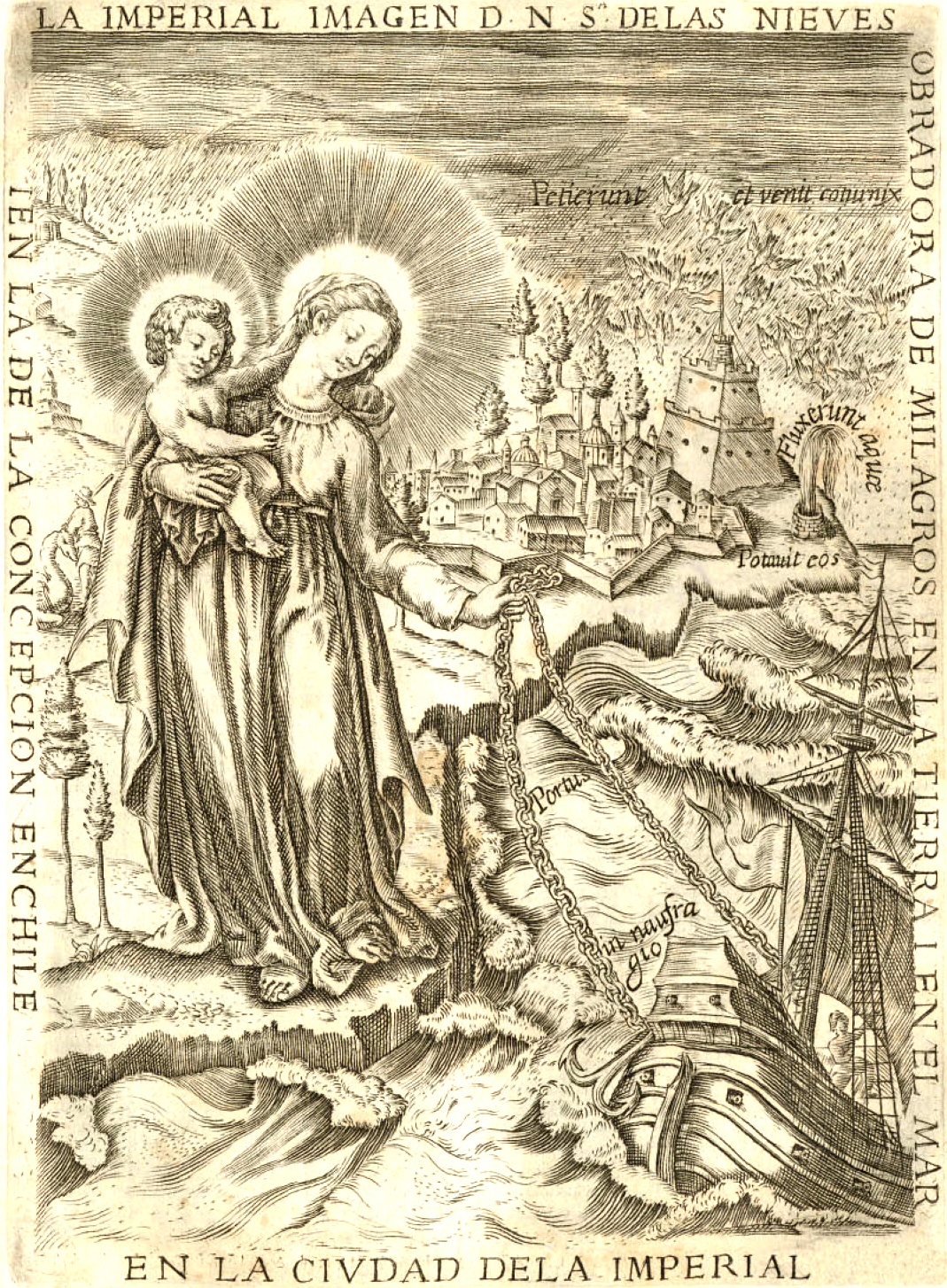
Grabado de 1646 que muestra los milagros realizados por la virgen Nuestra Señora de las Nieves en La Imperial. (Alonso de Ovalle)

En 1550 Pedro de Valdivia, conquistador español y primer gobernador de Chile, pidió al rey de España que solicitara al papa la erección de dos obispados en el extenso territorio de su jurisdicción. Uno debía tener por sede la ciudad de Santiago y el otro lo señaló después de fundar la ciudad de La Imperial en 1551, en donde Valdivia pensaba poner la capital del Reino de Chile. El rey Felipe II de España aceptó y propuso para el cargo de obispo de La Imperial a fray Antonio de San Miguel y Solier Avendaño y Paz, quien recibió la noticia a través de la real cédula el 9 de noviembre de 1561. El 22 de marzo de 1564 (el año de referencia es el de la Encarnación del Señor, que comenzó el 25 de marzo de 1563, por lo que el 22 de marzo de ese año corresponde necesariamente al 22 de marzo de 1564), el papa Paulo IV erigió la diócesis de La Imperial mediante la bula Super specula, obteniendo el territorio de la diócesis de Santiago de Chile (hoy arquidiócesis de Santiago de Chile). La bula otorgó al rey de España el poder de fijar los límites de la diócesis. Fray Antonio de San Miguel una vez notificado viajó a Lima para recibir la consagración episcopal de manos del primer arzobispo de Lima fray Jerónimo de Loayza en febrero de 1568. En mayo de 1571, y con el título de monseñor, fray Antonio llegó a La Imperial para tomar posesión de su diócesis.
Unos cuarenta sacerdotes (20 del clero secular y 20 del clero regular pertenecientes a las órdenes de los mercedarios, franciscanos y dominicos) colaboraban con el obispo en la atención espiritual de españoles y nativos. El nuevo obispado acogió la sede del primer seminario en Chile que se erigió en conformidad con las disposiciones del Concilio de Trento.
Fray Antonio de San Miguel fue trasladado a la diócesis de Quito (en Ecuador), sucediéndole en el cargo Agustín de Cisneros, que gobernó la diócesis de La Imperial entre 1589 y 1596. Luego de la muerte de Cisneros, el cabildo catedralicio nombró vicario capitular a Alonso Olmos de Aguilera, quien debió gobernar la Iglesia durante la llamada época de la gran sublevación de los araucanos, donde mataron al gobernador Martín Óñez de Loyola en la Batalla de Curalaba el 23 de diciembre de 1598. Al poco tiempo se llevó a cabo la destrucción masiva de las ciudades y pueblos con dominio español al sur del río Biobío. En la imposibilidad de defender la ciudad de La Imperial por el ataque del caudillo mapuche Pelantaro en 1600, el gobernador Francisco de Quiñones dispuso el traslado de los sobrevivientes a la ciudad de Concepción, ubicada al norte del río Biobío en el emplazamiento de la actual Penco. Posteriormente, el vicario Olmos de Aguilera llevó a Concepción los vasos sagrados, ornamentos y documentación que pudo rescatar, además de una venerada imagen de Nuestra Señora de la Nieves que el obispo Antonio de San Miguel había donado a la Catedral de La Imperial.

### Diócesis titular
Desde 2001 La Imperial figura entre las sedes episcopales titulares de la Iglesia católica (la única de América del Sur). Desde el 5 de abril de 2024 el obispo titular es Henry Joseph Balzan Caruana, obispo auxiliar de la arquidiócesis de La Serena.

## Episcopologio

### Obispos de La Imperial
| Obispos de La Imperial | Obispos de La Imperial | Obispos de La Imperial | Obispos de La Imperial                        | Obispos de La Imperial                 | Obispos de La Imperial                                              | |
| Obispo                 | Obispo                 | Obispo                 | Nombramiento                                  | Final                                  | Notas                                                               | |
| ---------------------- | ---------------------- | ---------------------- | --------------------------------------------- | -------------------------------------- | ------------------------------------------------------------------- | --- |
|                        |                        |                        | Antonio de San Miguel Avendaño y Paz O.F.M. † | 22 de marzo de 1564 por Pío IV         | 9 de marzo de 1588 Nombrado obispo de Quito                         | Consagrado el 9 de febrero de 1567 Tomó posesión el 17 de septiembre de 1568Obispo de Quito (1588-1590)                               |
|                        |                        |                        | Agustín de Cisneros Montesa †                 | 9 de marzo de 1588 por Sixto V         | septiembre de 1594 Falleció                                         | Consagrado el 4 de febrero de 1590 |
|                        |                        |                        | Reginaldo de Lizárraga O.P. †                 | 31 de agosto de 1598 por Clemente VIII | diciembre de 1602 Diócesis suprimida, sede trasladada a Concepción. | Consagrado el 24 de octubre de 1599 Tomó posesión el 2 de diciembre de 1602Obispo de Concepción (1603-1609) Obispo de Paraguay (1609) |

### Obispos titulares
| Obispos de La Imperial | Obispos de La Imperial | Obispos de La Imperial | Obispos de La Imperial         | Obispos de La Imperial                   | Obispos de La Imperial                                   | |
| Obispo                 | Obispo                 | Obispo                 | Nombramiento                   | Final                                    | Notas                                                    | |
| ---------------------- | ---------------------- | ---------------------- | ------------------------------ | ---------------------------------------- | -------------------------------------------------------- | --- |
|                        |                        |                        | Ricardo Ezzati Andrello S.D.B. | 10 de julio de 2001 por Juan Pablo II    | 27 de diciembre de 2006 Nombrado arzobispo de Concepción | Consagrado el 8 de septiembre de 1996Obispo de Valdivia (1996-2001) Obispo auxiliar de Santiago de Chile (2001-2006) Arzobispo de Concepción (2006-2010) Arzobispo de Santiago de Chile (2010-2019) Cardenal presbítero de Santísimo Redentor en Val Melaina (2014-) |
|                        |                        |                        | Pedro Mario Ossandón Buljevic  | 4 de noviembre de 2008 por Benedicto XVI | 28 de octubre de 2021 Nombrado obispo castrense de Chile | Consagrado el 12 de diciembre de 2008Obispo auxiliar de Concepción (2008-2012) Obispo auxiliar de Santiago de Chile (2012-2021) Administrador apostólico de Valparaíso (2018-2021) Obispo castrense de Chile (2021-presente)                                         |
|                        |                        |                        | Henry Joseph Balzan Caruana    | 5 de abril de 2024 por Francisco         |                                                          | Obispo auxiliar de La Serena (desde 2024) |